# Casa Beall-Dawson
La casa Beall-Dawson es una casona histórica situada en Rockville, Maryland, Estados Unidos. La casa está construida con un tipo de ladrillo lazo flamenco en la fachada delantera y en otros lugares. La casa fue construida en 1815.
Además, es la sede de la Sociedad Histórica del Condado de Montgomery, que mantiene la casa como una de las primeras del siglo XIX. La casa también incluye cuartos interiores de esclavos, y dos habitaciones con exposiciones cambiantes de la historia local.
La propiedad también incluye el Museo Stonestreet de Medicina del siglo XIX, el consultorio de un médico de la sala, varios instrumentos médicos y farmacéuticos, muebles y libros de los siglos XIX y XX.
La Casa Beall Dawson fue incluida en el Registro Nacional de Lugares Históricos en 1973.